# Дорожник (мини-футбольный клуб)
МФК Дорожник — мини-футбольный клуб из Минска. До 1998 года назывался «Монолит», до 2004 года представлял город Фаниполь. Является самым титулованным мини-футбольным клубом Белоруссии.

## История
В высшей лиге чемпионата Белоруссии играет с сезона 1994—1995. Шесть раз становился чемпионом страны и семь раз выигрывал национальный кубок. В сезоне 2002—03 дебютировал в Кубке УЕФА по мини-футболу, а в сезоне 2004—05, сенсационно обыграв алматинский «Кайрат», «Дорожник» преодолел первый раунд турнира и вошёл в восьмёрку сильнейших команд Европы. В сезоне 2006—07 клуб вновь показал хороший результат, сумев добраться до Элитного раунда.

## Достижения клуба
- Чемпионат Белоруссии по мини-футболу (6): 1999, 2002, 2003, 2004, 2005, 2006
  - Серебряный призер чемпионата Беларуси: 2000, 2010
  - Бронзовый призер чемпионата Беларуси: 2007, 2008, 2009
- Кубок Белоруссии по мини-футболу (7): 1999, 2004, 2005, 2006, 2007, 2008, 2017
- Суперкубок Беларуси по мини-футболу (1): 2017

## Текущий состав
| №  |               | Поз. | Имя                | Год рождения |
| -- | ------------- | ---- | ------------------ | ------------ |
| 1  | Флаг Беларуси | Вр   | Александр Антонов  | 2000         |
| 12 | Флаг Беларуси | Вр   | Павел Швайба       | 1977         |
| 16 | Флаг Беларуси | Вр   | Вячеслав Щербаченя | 1987         |
| 2  | Флаг Беларуси | Уни  | Вадим Лушковский   | 1979         |
| 3  | Флаг Беларуси | Уни  | Валерий Ивашко     | 1984         |
| 5  | Флаг Беларуси | Уни  | Максим Батурин     | 1993         |
| 7  | Флаг Беларуси | Уни  | Евгений Дунаев     | 1986         |
| 9  | Флаг Беларуси | Уни  | Александр Гайдук   | 1986         |

| №  |               | Поз. | Имя                 | Год рождения |
| -- | ------------- | ---- | ------------------- | ------------ |
| 10 | Флаг Беларуси | Уни  | Андрей Скварчевский | 1982         |
| 11 | Флаг Беларуси | Уни  | Сергей Ксенчук      | 1983         |
| 14 | Флаг Беларуси | Уни  | Алексей Юрага       | 1983         |
| 17 | Флаг Украины  | Уни  | Олег Слаутин        | 1986         |
| 18 | Флаг Беларуси | Уни  | Юрий Рабыко         | 1987         |
| 19 | Флаг Беларуси | Уни  | Александр Умпирович | 1996         |
| 23 | Флаг Беларуси | Уни  | Дмитрий Сташков     | 1998         |